# Nikołaj Sołoduchin
Nikołaj Iwanowicz Sołoduchin (ros. Николай Иванович Солодухин; ur. 3 stycznia 1955 w Pasierkowie), rosyjski judoka. W barwach Związku Radzieckiego złoty medalista olimpijski z Moskwy.
Walczył w kategorii półlekkiej (do 65 kg). Igrzyska w 1980 były jego jedyną olimpiadą. W 1979 i 1983 zdobywał tytuły mistrza świata, był również medalistą mistrzostw Europy: złotym w 1979, srebrnym w 1978 i brązowym w 1983.